# Dominique Clément de Ris
Pour les articles homonymes, voir Clément de Ris, Clément et Ris.
Dominique, comte Clément de Ris, baron de Mauny (1er février 1750, Paris - 22 octobre 1827, château de Beauvais, commune d'Azay-sur-Cher dans l'Indre-et-Loire), est un homme politique français.

## Biographie

### Famille
Clément de Ris est le fils d'un procureur au Parlement, Louis Nicolas Clément de Ris (1714-1786). 

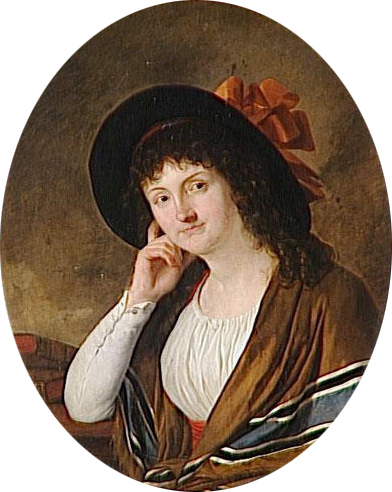
La Comtesse Clément de Ris, Joseph-Benoît Suvée (1743–1807), 1795, Musée de l'Histoire de France (Versailles).

Fils de Louis Clément (1714-1786), sieur de Ris et de Marie-Jeanne Auvray de La Tour (1712-1773), Clément de Ris épousa, le 9 février 1777 à Tréguier, Catherine Chevreux du Miny ( ✝ 1829), dont il eut :
- Ange Louis (14 septembre 1779 - Tréguier ✝ 27 mars 1799 - Paris), polytechnicien (X1795), décédé à l'École[2] ;
- Athanase (1782-1857), chevalier Clément de Ris et de l'Empire (1808), 2e comte Clément de Ris (1828), pair de France, colonel de cavalerie ;
- Emile (1786 - Chateaudun ✝31 octobre 1837 - Paris), colonel, conseiller général d'Indre-et-Loire ;
- Paul (26 décembre 1787 - Paris ✝ Tué le 14 juin 1807 - bataille de Friedland), sous-lieutenant de carabiniers.

### Révolution française
Il devint avocat, et venait d'acheter une charge de maître d'hôtel de la reine (1787), quand éclata la Révolution française, dont il adopta avec enthousiasme les idées.
Administrateur (1791) puis membre du Conseil général d'Indre-et-Loire (1792), il esr arrêté le 9 février 1794 sur ordre de Sénard et envoyé à Paris. Libéré en mai 1794, il est nommé membre de la Commission exécutive de l'instruction publique. Plus tard, il est arrêté comme suspect de modérantisme, enfermé à la Conciergerie de Paris, en 1798, et n'en sort que par l'intervention de Sieyès qu'il a connu « grand-vicaire à Tréguier » (Sieyès était, à Tréguier, chanoine).
Nommé, en l'an III, chef de division dans les bureaux de l'instruction publique, il fait partie, avec Garat et Ginguené de la commission de réorganisation qui provoque la création de l'École normale.

### Consulat et Empire
Démissionnaire en 1795, il se retire dans ses propriétés de Touraine et est appelé par Bonaparte (4 nivôse an VIII) à faire partie du Sénat conservateur.
C'est quelques mois après, en vendémiaire an IX, que Clément de Ris, étant dans une de ses terres de Touraine, est enlevé en plein jour par un parti de chouans pour certains, qui l'enferment pendant dix-neuf-jours dans un souterrain. Cette disparition, qui parait avoir le vol pour mobile, fait alors beaucoup de bruit, mais n'est jamais vraiment expliquée ; trois des auteurs présumés furent condamnés à mort, et Mme Lacroix, dans le château de laquelle la détention avait eu lieu, subit plusieurs années de prison.
Nommé questeur, du Sénat, Clément de Ris dirige les embellissements du palais du Luxembourg, et la reconstruction de l'Odéon, qui appartenait au Sénat, et qui avait été détruit par un incendie.
Il devient membre de la Légion d'honneur (9 vendémiaire an XII), commandant du même ordre (25 prairial), comte de Mauny et de l'Empire (26 avril 1808), grand officier de la Légion d'honneur (30 juin 1811), et grand-croix de l'ordre de la Réunion (3 avril 1813).

#### Une ténébreuse affaire
C'est le 23 septembre 1800 que lui arrive l'aventure singulière qui donne lieu à tant de conjectures et de fables. Enlevé en plein jour par des agents du Ministre de la Police Joseph Fouché, il fut enfermé dans un souterrain, et ne fut rendu à la liberté qu'après une captivité de dix-neuf jours , sur ordre de ce même Fouché.
En effet, il n'était pas dans l'intention de Fouché de faire enlever le sénateur, mais de faire cambrioler son château pour récupérer des documents compromettants naguère confiés à Clément de Ris. Les hommes du ministre semblent avoir séquestré Clément de Ris par excès de zèle,
Le drame de cette affaire réside dans la mesure où Bonaparte informé de l'enlèvement, demande à son Ministre d'arrêter et de condamner sévèrement les coupables de cette indélicatesse. Fouché se souvenant de l'existence d'Auguste de Canchy, qu'un différend personnel avait dressé contre lui et dont le passé de chouan était un excellent prétexte, le fit arrêter en compagnie de son beau frère Mauduison et d'un chouan, Gaudin, malgré des alibis incontestables.
Après un jugement rapide, et le manque de courage du sénateur qui n'a pas voulu témoigner au procès des royalistes, et qui aurait pu les disculper, ceux-ci sont condamnés à mort et exécutés à Angers le 3 novembre 1801. Le seul membre de la cour spéciale qui eut le courage de protester, le capitaine Viriot, fut mis d'office à la retraite. L'éloquence habituelle de Me Chauveau-Lagarde ne lui permit pas d'obtenir l'acquittement de ses deux clients : Canchy et Mauduison qui furent exécutés avec Gaudin le matin du 3 novembre 1801.
Honoré de Balzac s'est inspiré de cet épisode pour son roman Une ténébreuse affaire, ce qui lui a été reproché, d'autant plus que Clément de Ris avait été le protecteur de son père : Bernard-François Balssa.
D'autre part, ce fait divers fut le sujet d'un épisode de la série La caméra explore le temps.

### Restauration française
Il est des premiers (avril 1814) à adhérer à la déchéance de Napoléon Ier, et reçoit de la Restauration le titre de pair de France (4 juin 1814), et une pension viagère de 36 000 francs.
Au retour de l'île d'Elbe, l'Empereur le comprend pourtant dans la promotion des pairs des Cent-Jours (2 juin 1815).
Atteint, à la seconde Restauration, par l'ordonnance d'exclusion du 24 juillet 1815, il rentre de nouveau à la Chambre haute, le 21 novembre 1819, lors de la fournée de pairs nommés par le ministère Decazes : il siège jusqu'à sa mort parmi les défenseurs des libertés constitutionnelles.
Il est le cousin du général Clément de la Roncière, autre figure de l'Empire et de la Restauration.

## Titres
- Comte Clément de Ris et de l'Empire (lettres patentes du 26 avril 1808, Bayonne[9]) ;
- Institution de majorat attaché au titre de baron de Mauny, accordée par lettres patentes du 21 novembre 1810, à Paris[9]) ;
- Pair de France[10] :
  - Pair « à vie » par l'ordonnance du 4 juin 1814 ;
  - 2 juin 1815 (Cent-Jours) ;
  - Révoqué par l'ordonnance du 24 juillet 1815) ;
  - Baron-pair héréditaire (21 novembre 1819, lettres patentes en 1820) ;

## Distinctions
- Légion d'honneur[11] : 
  - Légionnaire (9 vendémiaire an XII : 2 octobre 1803), puis,
  - Commandant (25 prairial an XII : 14 juin 1804), puis,
  - Grand officier de la Légion d'honneur (30 juin 1811) ;
- Grand-croix de l'Ordre de la Réunion (3 avril 1813).

## Armoiries
| Figure | Blasonnement |
|        | Armes du comte Clément de Ris et de l'Empire D'azur au chevron versé d'argent accompagné d'une colombe d'argent en cœur, portant au bec une branche d'olivier de sinople et surmontée de deux étoiles d'or posées en fasce ; franc-quartier des Comtes sénateurs. - Livrées : les couleurs de l'écu. |
|        | Armes de Clément de Ris, « comte de Mony », Baron-pair héréditaire D'azur, au chevron d'argent, acc. en chef de deux étoiles d'or et en pointe d'une colombe d'argent, tenant en son bec une branche d'olivier de sinople.,                                                                          |

## Pour approfondir